# МКС-20
МКС-20 — двадцатый долговременный экипаж Международной космической станции, первый экипаж МКС из шести человек. Экспедиция началась 29 мая 2009 года, 12:34:23 UTC в момент стыковки корабля «Союз ТМА-15». Уже работавшие к тому моменту на станции три члена экипажа МКС-19 автоматически перешли в новый экипаж МКС-20. Завершилась экспедиция 11 октября 2009 года, 01:07:16 UTC в момент отстыковки корабля «Союз ТМА-14».
По окончании экспедиции МКС-20 Геннадий Падалка установил новый рекорд по продолжительности работы на МКС

## Экипаж
В скобках после имени и фамилии указан порядковый номер космического полёта в карьере космонавта/астронавта.
| Должность    | 29.05-27.07.2009          | 17.07-08.09.2009          | 31.08-11.10.2009          | Корабль доставки          |
| ------------ | ------------------------- | ------------------------- | ------------------------- | ------------------------- |
| Командир     | Геннадий Падалка (3), ФКА | Геннадий Падалка (3), ФКА | Геннадий Падалка (3), ФКА | Союз ТМА-14               |
| Бортинженер1 | Майкл Баррат (1), НАСА    | Майкл Баррат (1), НАСА    | Майкл Баррат (1), НАСА    | Союз ТМА-14               |
| Бортинженер2 | Коити Ваката (3), JAXA    | Тимоти Копра (1), НАСА    | Николь Стотт (1), НАСА    | STS-119, STS-127, STS-128 |
| Бортинженер3 | Роман Романенко (1), ФКА  | Роман Романенко (1), ФКА  | Роман Романенко (1), ФКА  | Союз ТМА-16               |
| Бортинженер4 | Роберт Тёрск (2), ККА     | Роберт Тёрск (2), ККА     | Роберт Тёрск (2), ККА     | Союз ТМА-16               |
| Бортинженер5 | Франк Де Винне (2), ЕКА   | Франк Де Винне (2), ЕКА   | Франк Де Винне (2), ЕКА   | Союз ТМА-16               |

Геннадий Падалка стал первым командиром экипажа МКС из шести человек и первым командиром возглавлявшим два экипажа подряд (МКС-19 и МКС-20), суммарная продолжительность работы на МКС  в трех экспедициях (МКС-9, МКС-19, МКС-20) составила рекордное время: 382 сут 3 часа 43 мин 57 сек (с учетом перестыковки 02.07.2009г.) и превысила рекорд Маленченко в экспедициях МКС-7 и МКС-16.
Тёрск (Канада) и Де Винне (Бельгия) установили новый рекорд продолжительности экспедиций для прочих стран: 185 сут 15 часов 21 минута 15 секунд. превышен рекорд Томаса Райтера (Германия) на МКС-13 и МКС-14.
Николь Стотт стала последним астронавтом долговременного экипажа доставленным космическим кораблём «Спейс шаттл».
В период со 2 по 11 октября 2009 года впервые к МКС оказались пристыкованы сразу три корабля «Союз»: Союз ТМА-14, Союз ТМА-15 и Союз ТМА-16; в этот период на станции одновременно работали экспедиции МКС-20 и МКС-21.

## Выходы в открытый космос
- 5 июня 2009 года космонавты  Геннадий Падалка и  Майкл Баррат совершили выход в открытый космос по российской программе из модуля Пирс. Длительность выхода составила 4 часа 54 минуты[2]. Основными задачами выхода были установка антенн радиотехнической системы «Курс» на зенитный порт служебного модуля «Звезда» в рамках подготовки к приёму модуля «Поиск» и подключение кабелей к ним с последующим контролем установки[3], а также испытания нового скафандра «Орлан-МК».
- 10 июня 2009 года  Геннадий Падалка и  Майкл Баррат совершили второй выход в космос, из переходного отсека модуля Звезда. Длительность выхода составила 12 минут[4]. В ходе выхода они установили конусную крышку на зенитный стыковочный агрегат переходного отсека служебного модуля «Звезда». Тем самым они подготовили причал для стыковки российского модуля МКС «Поиск»[5].

## Экспедиции посещения
- STS-127 «Индевор». Старт 15.07.2009, стыковка 17.07.2009, отстыковка 27.07.2009, посадка 31.07.2009. Доставка и установка на японском модуле «Кибо» внешней экспериментальной платформы и внешней негерметичной секции. Смена одного члена экипажа МКС-20 — доставка  Тимоти Копра и возвращение  Коити Ваката. Экипаж шаттла выполнил пять выходов в открытый космос из модуля Квест, в одном из них принял участие член экипажа МКС-20  Тимоти Копра.
- STS-128 «Дискавери». Старт 29.08.2009, стыковка 31.08.2009, расстыковка 08.09.2009, посадка 12.09.2009. Дооснащение МКС с использованием грузового модуля MPLM «Леонардо». Смена одного члена экипажа МКС-20 — доставка  Николь Стотт и возвращение  Тимоти Копра. Экипаж шаттла выполнил три выхода в открытый космос из модуля Квест. Командир шаттла Фредерик Стеркоу первый, кто совершил четыре полета к МКС, один по сборке станции и три экспедиции посещения.
- Экспедиция посещения ЭП-17 в составе космического туриста  Ги Лалиберте. Старт 30 сентября 2009 года и стыковка 2 октября 2009 года на корабле  Союз ТМА-16 вместе с двумя членами экипажа МКС-21 (Джеффри Уильямс и Максим Сураев). Отстыковка и возвращение на землю 11 октября 2009 года на корабле  Союз ТМА-14 вместе с двумя членами экипажа МКС-20 (Геннадий Падалка и Майкл Барратт).

## Принятые грузовые корабли
- «Прогресс М-67», старт 24.07.2009, стыковка 29.07.2009.
- HTV-1, старт 10.09.2009, стыковка 17.09.2009. Испытательный полёт первого грузового корабля серии HTV.

## Галереи

Посадка экипажа МКС-20 близь города Аркалык (Казахстан)
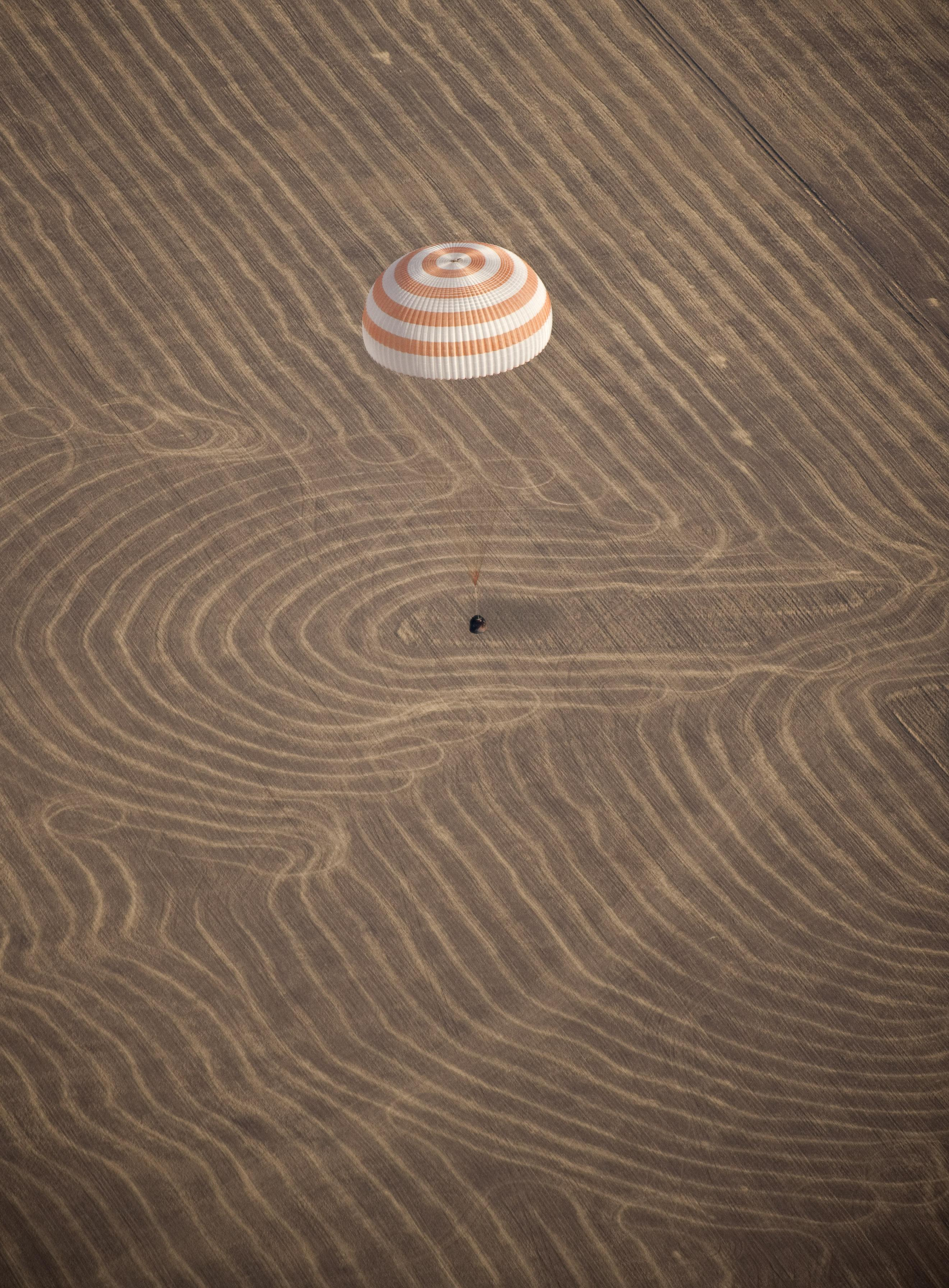
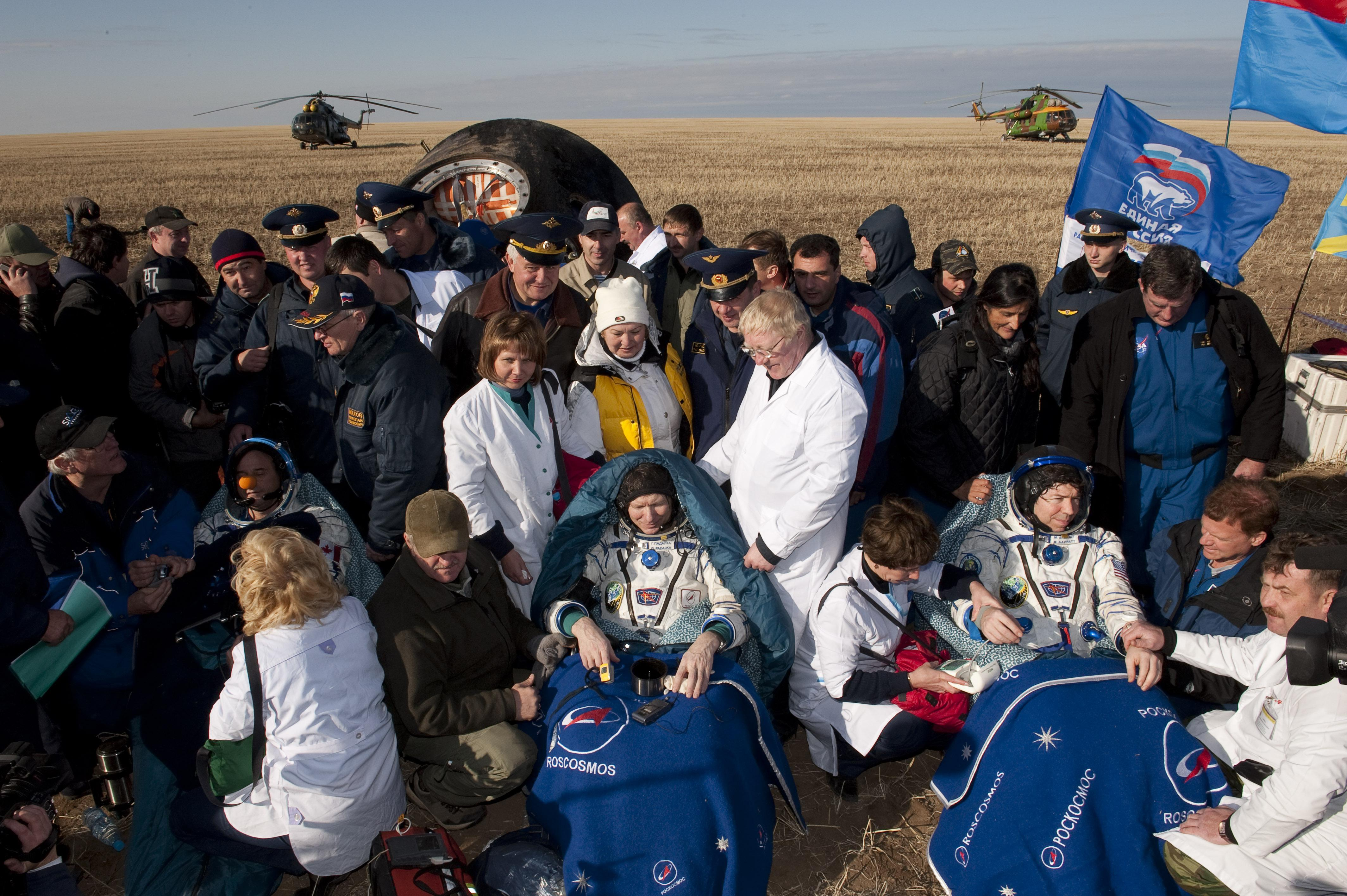